# Buke

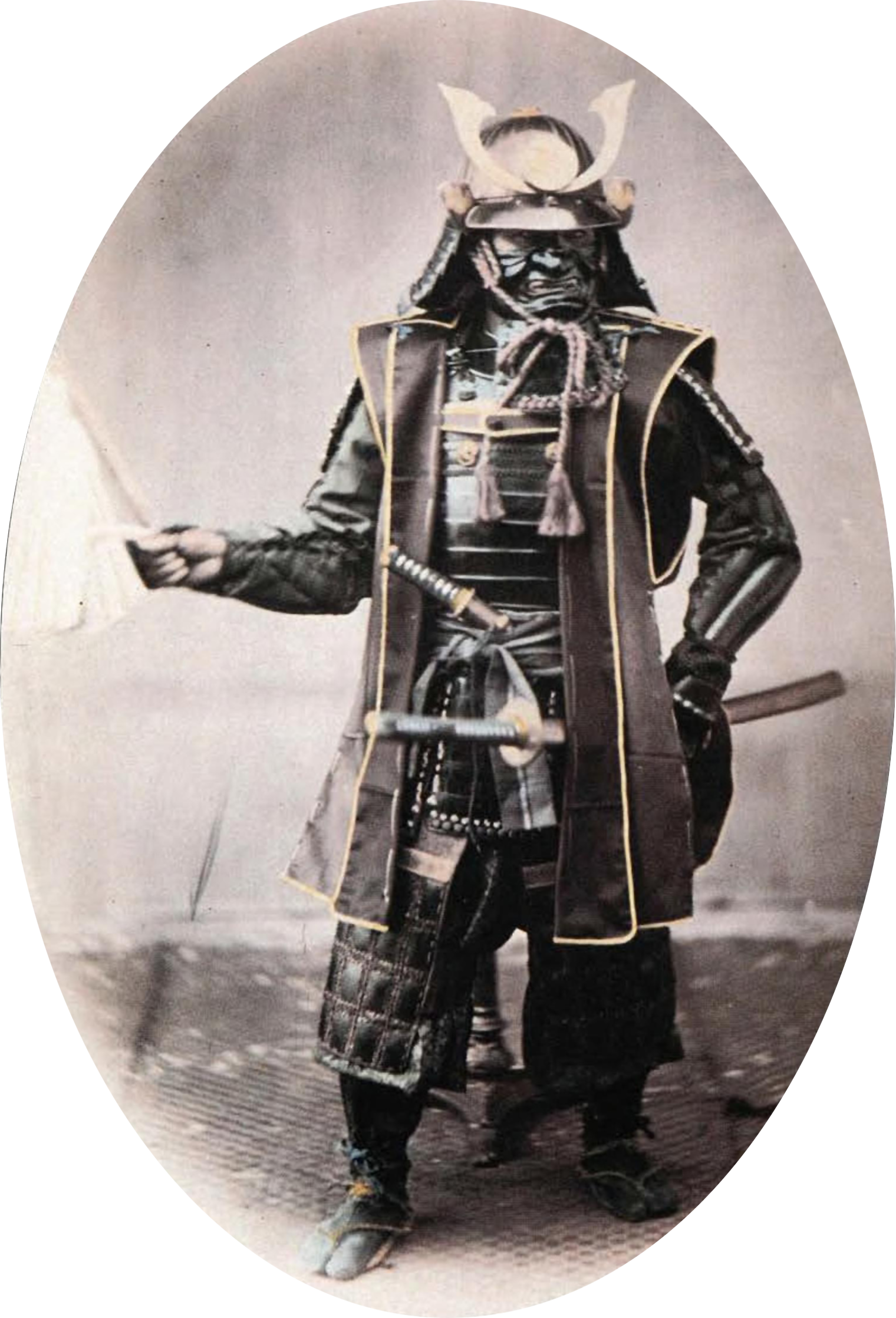
Samourai incarnant la noblesse militaire japonaise.

Le terme buke (武家) désigne la noblesse militaire attachée au bakufu (gouvernement militaire), par opposition aux kuge, la noblesse de cour attachée à l'empereur. Les buke sont apparus durant l'époque de Kamakura (1185-1333).